# 25014 Christinepalau
25014 Christinepalau este un asteroid din centura principală de asteroizi.

## Descriere
25014 Christinepalau este un asteroid din centura principală de asteroizi. A fost descoperit pe 18 august 1998 aux Tardieux, dans les Alpes-de-Haute-Provence de Michel Bœuf. Asteroidul prezintă o orbită caracterizată de o semiaxă mare de 2,24 ua, o excentricitate de 0,18 și o înclinație de 4,6° în raport cu ecliptica.